# Zethus schrottkyanus
Zethus schrottkyanus är en stekelart som beskrevs av Ihering 1911. Zethus schrottkyanus ingår i släktet Zethus och familjen Eumenidae. Inga underarter finns listade i Catalogue of Life.